# Benjamin Donnelly
Benjamin Donnelly (ur. 22 sierpnia 1996) – kanadyjski łyżwiarz szybki, brązowy medalista mistrzostw świata.

## Kariera
Największy sukces w karierze Benjamin Donnelly osiągnął w 2016 roku, kiedy wspólnie z Jordanem Belchosem i Tedem-Janem Bloemenem zdobył brązowy medal w biegu drużynowym podczas dystansowych mistrzostw świata w Kołomnie. Był to jego pierwszy start na imprezie seniorskiej tej rangi. Na podium zawodów Pucharu Świata po raz pierwszy stanął 14 listopada 2015 roku w Calgary, gdzie wraz z kolegami z reprezentacji zwyciężył w biegu drużynowym. Nigdy nie wystąpił na igrzyskach olimpijskich.